# Новый Репнев
Новый Репнев (укр. Новий Ріпнів) — село в Бусской городской общине Золочевского района Львовской области Украины.
Население по переписи 2001 года составляло 206 человек. Занимает площадь 0,776 км². Почтовый индекс — 80540. Телефонный код — 3264.

## История
В 1946 г. Указом ПВС УССР хутор Германовка Великая переименован в Новый Репнев.